# Monieux
Monieux – miejscowość i gmina we Francji, w regionie Prowansja-Alpy-Lazurowe Wybrzeże, w departamencie Vaucluse.
Według danych na rok 1990 gminę zamieszkiwało 158 osób, a gęstość zaludnienia wynosiła 3 osoby/km² (wśród 963 gmin regionu Prowansja-Alpy-W. Lazurowe Monieux plasuje się na 644. miejscu pod względem liczby ludności, natomiast pod względem powierzchni na miejscu 136.).